# 1998 WX31
1998 WX31, também escrito como 1998 WX31, é um objeto transnetuniano que está localizado no cinturão de Kuiper, uma região do Sistema Solar. Este corpo celeste é classificado como um cubewano. Ele possui uma magnitude absoluta de 6,7 e tem um diâmetro estimado com cerca de 129 km para 201 km.

## Descoberta
1998 WX31 foi descoberto no dia 18 de novembro de 1998 pelo astrônomo Marc W. Buie.

## Órbita
A órbita de 1998 WX31 tem uma excentricidade de 0,109 e possui um semieixo maior de 45,547 UA. O seu periélio leva o mesmo a uma distância de 40,603 UA em relação ao Sol e seu afélio a 50,490 UA.